# سرآشپز (فیلم ۱۹۱۷)
سرآشپز (انگلیسی: The Chief Cook) یک فیلم کمدی صامت کوتاه به کارگردانی آروید ئی. گیلستورم است که در سال ۱۹۱۷ منتشر شد. از بازیگران این فیلم می‌توان به اولیور هاردی، بیلی وست، باد راس و لئو وایت اشاره کرد. 